# Cybaeota calcarata
Cybaeota calcarata är en spindelart som först beskrevs av James Henry Emerton 1911.  Cybaeota calcarata ingår i släktet Cybaeota och familjen vattenspindlar. Inga underarter finns listade i Catalogue of Life.